# Pardosa orealis
Pardosa orealis är en spindelart som beskrevs av Jan Buchar 1984. Pardosa orealis ingår i släktet Pardosa och familjen vargspindlar.
Artens utbredningsområde är Nepal. Inga underarter finns listade i Catalogue of Life.